# Walter L. Sessions

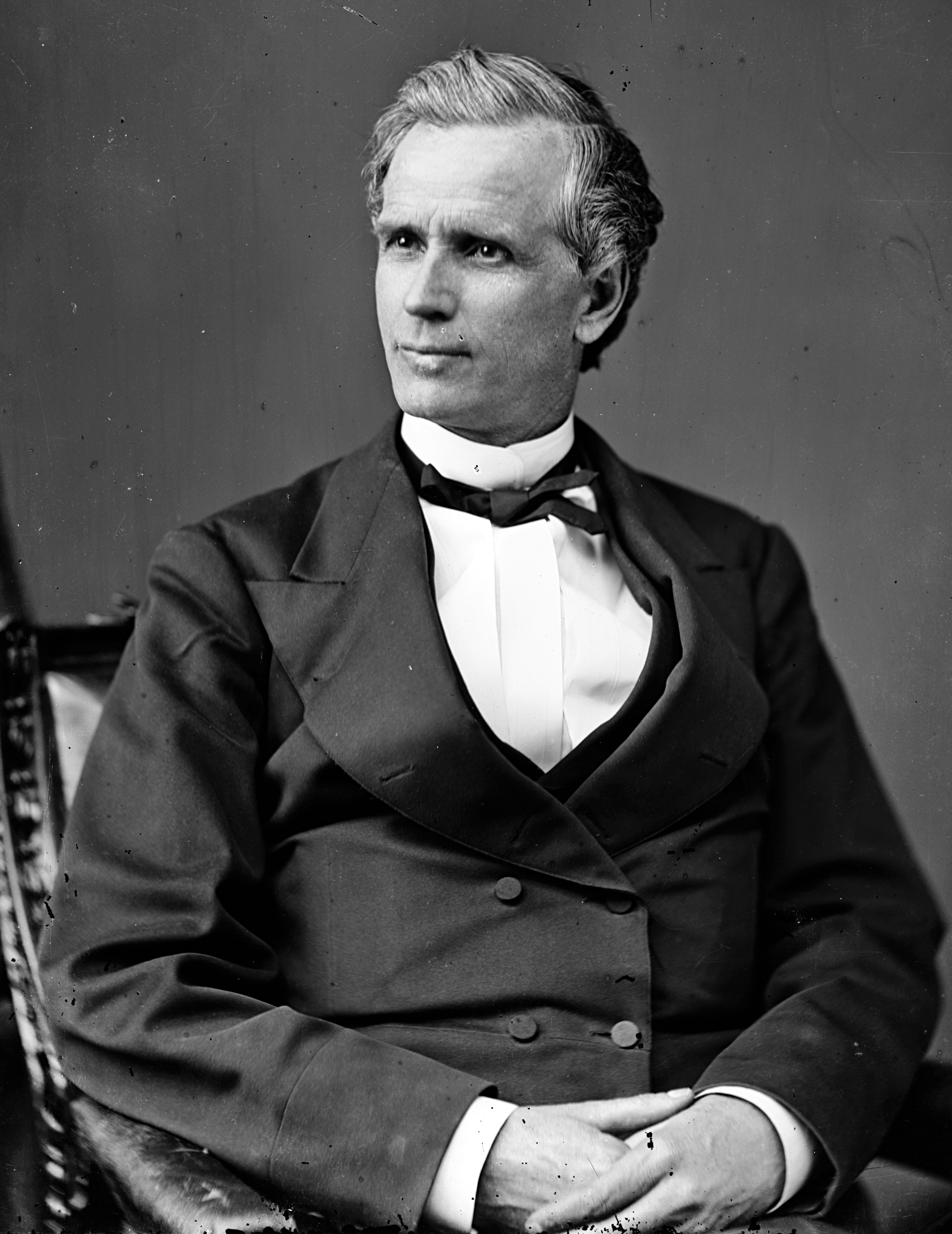
Walter L. Sessions

 Walter Loomis Sessions (* 4. Oktober 1820 in Brandon, Rutland County, Vermont; † 27. Mai 1896 in Panama, New York) war ein US-amerikanischer Politiker. Zwischen 1871 und 1875 sowie nochmals von 1885 bis 1887 vertrat er den Bundesstaat New York im US-Repräsentantenhaus.

## Leben
Noch als Kind kam Walter Sessions in das Chautauqua County im Staat New York, wo er die öffentlichen Schulen besuchte. Danach absolvierte er die Westfield Academy. Nach einem anschließenden Jurastudium und seiner 1849 erfolgten Zulassung als Rechtsanwalt begann er in Panama in diesem Beruf zu arbeiten. Außerdem war er im Schuldienst als Lehrer und Schulrat tätig. Gleichzeitig schlug er als Mitglied der Republikanischen Partei eine politische Laufbahn ein. Von 1853 bis 1854 war er Abgeordneter in der New York State Assembly; in den Jahren 1860, 1861, 1866 und 1867 saß er im Staatssenat. Zwischen 1870 und 1872 amtierte er als Ortsvorsteher (Supervisor) der Gemeinde Harmony.
Bei den Kongresswahlen des Jahres 1870 wurde Sessions im 31. Wahlbezirk von New York in das US-Repräsentantenhaus in Washington, D.C. gewählt, wo er am 4. März 1871 die Nachfolge von Porter Sheldon antrat.  Nach einer Wiederwahl im 32. Distrikt seines Staates konnte er bis zum 3. März 1875 zwei Legislaturperioden im Kongress absolvieren. Im Jahr 1874 wurde er nicht wiedergewählt.
Nach dem vorläufigen Ende seiner Zeit im US-Repräsentantenhaus arbeitete Walter Sessions wieder als Rechtsanwalt. Bei den Wahlen des Jahres 1884 wurde er im damals wieder neu eingerichteten 34. Wahlbezirk, der 1853 aufgelöst worden war, erneut in den Kongress gewählt, wo er am 4. März 1885 sein neues Mandat antrat. Im Jahr 1886 wurde er von seiner Partei nicht mehr zur Wiederwahl nominiert. Daher konnte er bis zum 3. März 1887 nur eine weitere Legislaturperiode im Kongress verbringen.
Im Jahr 1890 bewarb er sich erneut erfolglos um die Nominierung seiner Partei für die anstehenden Kongresswahlen. Ansonsten praktizierte er wieder als Anwalt. Im Jahr 1893 war er Beauftragter des Staates New York für die World’s Columbian Exposition, die Weltausstellung in Chicago. Er starb am 27. Mai 1896 in Panama, wo er auch beigesetzt wurde.